# 米爾內 (博霍杜希夫區)
50°1′57″N 35°22′59″E / 50.03250°N 35.38306°E
米爾內（烏克蘭語：Мирне）是位於烏克蘭東部的村莊，由哈爾科夫州博霍杜希夫區的克拉斯諾庫特西克市鎮負責管轄。該村處於梅爾奇克河畔，始建於1750年，面積2.31平方公里，海拔高度137米，2001年人口575。